# ماریا بئاتریس ساووی
ماریا بئاتریسِ ساووی (انگلیسی: Maria Beatrice of Savoy؛ ‏ ۶ دسامبر ۱۷۹۲ – ۱۵ سپتامبر ۱۸۴۰) با نام اصلی ماریا بئاتریس ویتوریا جوزپینا اشراف‌زادۀ اهل ایتالیا بود. او از طریق ازدواج با فرانسیس چهارم، دوک مودنا، لقب «دوشس مودنا» را دریافت کرد.

## زندگی‌نامه

### کودکی
ماریا بئاتریس در ۶ دسامبر ۱۷۹۲ در تورین به دنیا آمد. او بزرگ‌ترین دختر ویکتور امانوئل یکم دوک آئوستا و همسرش ماریا ترزا از اتریش بود. پدرش در سال ۱۸۰۲ زمانی که چارلز امانوئل چهارم استعفا داد، به‌طور غیرمنتظره‌ای پادشاه ساردینیا شد.
پدر بزرگ مادری او فردیناند کارل آرشیدوک اتریش و مادر بزرگ مادری او ماریا بئاتریس دِسته، دوشس ماسا بودند. فردیناند سومین، پسر فرانتس یکم امپراتور مقدس روم و ماریا ترزا از اتریش بود. ماریا بیتریس بزرگ‌ترین دختر ارکوله سوم دِست و ماریا ترزا پرنسس کارارا بود.
ماریا بئاتریس در دسامبر ۱۷۹۸، به همراه والدین و دایی‌های خود از تورین فرار کردند تا از درگیری‌های خطرناک ناشی از جنگ‌های انقلابی فرانسه و جنگ‌های ناپلئونی بگریزند. آنها به پارما و سپس به فلورانس رفتند و در نهایت در ساردینیا آخرین قلمروی تحت سلطه پادشاهی ساردینیا مستقر شدند. ماریا بئاتریس بیشتر زمان خود را در ۱۳ سال آتی در کالیاری سپری کرد.

### ازدواج
ماریا بئاتریس در ۲۰ ژوئن ۱۸۱۲، با دایی مادری‌اش فرانسیس، آرشیدوک اتریش-استه ازدواج کرد. به دلیل رابطه خانوادگی نزدیک آنها، پاپ پیوس هفتم مجوز ویژه‌ای برای این ازدواج صادر کرد.
این زوج در ۱۵ ژوئیه ۱۸۱۳ ساردینیا را ترک کردند و به زاکینتوس رفتند و سپس به تریسته در کنار شرقی دریای آدریاتیک سفر کردند و در نهایت از طریق خشکی به وین رسیدند.

### دوشس مودنا
در ۱۴ ژوئیه ۱۸۱۴ شوهر ماریا بئاتریس به فرانسیس چهارم، دوک مودنا، رجو نل امیلیا و میراندولا تبدیل شد و بدین ترتیب ماریا بئاتریس به مقام «دوشس مودنا» ارتقا یافت. در زمان حمله ژواکیم مورا در جنگ صدروزه آنها از بیم جان خود از مودنا فرار کردند و تا ۱۵ مه ۱۸۱۵ به خانه و کاشانۀ خود بازنگشتند.
با آغاز انقلاب، ماریا بئاتریس مجدداً در ۵ فوریه ۱۸۳۱ مجبور به فرار از مودنا شد، اما با کمک نظامی امپراتوری اتریش، خانواده دوک توانستند پس از یک سال مجددا به محل استقرار و حاکمیت خود بازگردند.
ماریا بئاتریس در ۱۵ سپتامبر ۱۸۴۰ به علت نارسایی قلب در کاستلو دل کاتایو درگذشت. جسد او در کلیسای سان وینچنتسو در مودنا نگهداری می‌شود. او یک بانوی اشرافی دارندهٔ «نشان صلیب ستاره‌دار اتریش» بود.

### ادعاهای یعقوبی سلطنت بریتانیا
ماریا بئاتریس از طریق خاندان پدرش ادعای یعقوبی تاج و تخت‌های انگلستان، اسکاتلند و ایرلند را به ارث برد، اما مانند دیگر مدعیان غیر استوارتی (خانواده سلطنتی قدیم انگلستان)، هیچگاه ادعای سلطنت خود را مطرح نکرد. اگر او موفق به رسیدن به تاج و تخت سلطنت می‌شد، به عنوان مری دوم یا سوم شناخته می‌شد.

## فرزندان
حاصل ازدواج ماریا بئاتریس چهار فرزند سلطنتی بود:
- ماریا ترزا، آرشیدوشس اتریش-استه (۱۴ ژوئیه ۱۸۱۷ – ۲۵ مارس ۱۸۸۶) که با هانری، کنت شامبور ازدواج کرد.
- فرانسیس پنجم، دوک مودنا (۱ ژوئن ۱۸۱۹ – ۲۰ نوامبر ۱۸۷۵)، با پرنسس آدلگونده از بایرن ازدواج کرد.
- فردیناند کارل ویکتور، آرشیدوک اتریش-استه (۲۰ ژوئیه ۱۸۲۱ – ۱۵ دسامبر ۱۸۴۹)، با آرشیدوشس الیزابت فرانسیسکا از اتریش (دختر آرشیدوک یوزف آنتون از اتریش و همسر سومش دوشس ماریا دوروتئا از وورتمبرگ) ازدواج کرد.
- آرشیدوشس ماریا بیتریکس از اتریش-استه (۱۳ فوریه ۱۸۲۴ – ۱۸ مارس ۱۹۰۶)، با خوآن، کنت مونتیسون ازدواج کرد.